# Ловчич
Ловчич (хорв. Lovčić) — населений пункт у Хорватії, у Бродсько-Посавській жупанії у складі громади Бродський Ступник.

## Населення
Населення за даними перепису 2011 року становило 63 осіб.
Динаміка чисельності населення поселення:

## Клімат
Середня річна температура становить 11,01 °C, середня максимальна – 25,28 °C, а середня мінімальна – -5,63 °C. Середня річна кількість опадів – 812 мм.
| Клімат поселення                              | Клімат поселення | Клімат поселення | Клімат поселення | Клімат поселення | Клімат поселення | Клімат поселення | Клімат поселення | Клімат поселення | Клімат поселення | Клімат поселення | Клімат поселення | Клімат поселення | Клімат поселення |
| Показник                                      | Січ.             | Лют.             | Бер.             | Квіт.            | Трав.            | Черв.            | Лип.             | Серп.            | Вер.             | Жовт.            | Лист.            | Груд.            |                  |
| Середній максимум, °C                         | 6,14             | 7,97             | 12,41            | 17,01            | 22,23            | 25,28            | 25,17            | 24,38            | 20,30            | 15,12            | 9,38             | 5,31             |                  |
| Середня температура, °C                       | 0,26             | 2,09             | 6,54             | 11,14            | 16,35            | 19,40            | 21,28            | 20,51            | 16,44            | 11,22            | 5,52             | 1,42             |                  |
| Середній мінімум, °C                          | −5,63            | −3,8             | 0,66             | 5,25             | 10,46            | 13,51            | 17,40            | 16,63            | 12,54            | 7,36             | 1,62             | −2,44            |                  |
| Норма опадів, мм                              | 51               | 52               | 50               | 62               | 73               | 101              | 72               | 67               | 59               | 74               | 83               | 68               |                  |
| Середньомісячна швидкість вітру, м/с          | 1.78             | 2.05             | 2.34             | 2.28             | 2.05             | 1.89             | 1.85             | 1.69             | 1.68             | 1.70             | 1.78             | 1.85             |                  |
| Середньомісячна сонячна радіація, кДж/м²·день | 4350             | 7060             | 10939            | 15320            | 19399            | 21216            | 22350            | 20506            | 14962            | 9254             | 4916             | 3615             |                  |
| --------------------------------------------- | ---------------- | ---------------- | ---------------- | ---------------- | ---------------- | ---------------- | ---------------- | ---------------- | ---------------- | ---------------- | ---------------- | ---------------- | ---------------- |
| Джерело:                                      |                  |                  |                  |                  |                  |                  |                  |                  |                  |                  |                  |                  |                  |